# Несвижское гетто
Не́свижское ге́тто (лето 1941 — 21 июля 1942) — еврейское гетто, место принудительного переселения евреев города Несвиж Минской области и близлежащих населённых пунктов в процессе преследования и уничтожения евреев во время оккупации территории Белоруссии войсками нацистской Германии в период Второй мировой войны.

## Оккупация Несвижа и создание гетто
В предвоенные годы в Несвиже жили 3346 евреев, а к началу войны в городе оказалось большое число и евреев — беженцев из Польши. 28 июня 1941 года в Несвиж вошли немецкие войска, и оккупация продлилась 3 года — до 2—4 июля 1944 года.
1 июля 1941 года был учрежден юденрат, главой которого нацисты вынудили стать беженца из Варшавы адвоката Магалифа, и была организована еврейская полиция. Затем немцы, реализуя нацистскую программу уничтожения евреев, согнали несвижских евреев в гетто. Гетто занимало территорию в центре города, ограниченную нынешними улицами 1 Мая, Пушкина, Советской и К. Либкнехта.

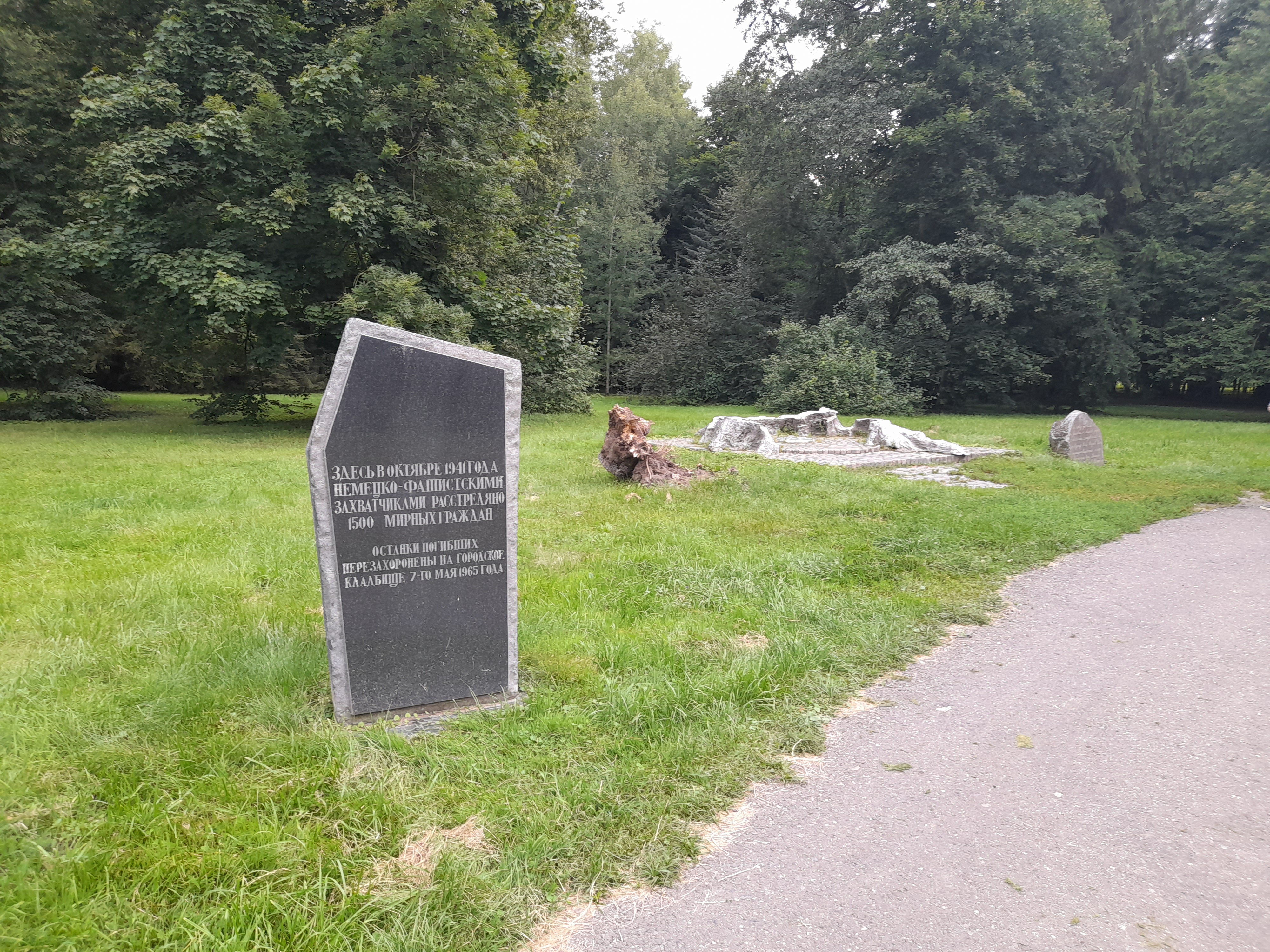
Памятник 1500 евреям Несвижа, убитым в октябре 1941 года

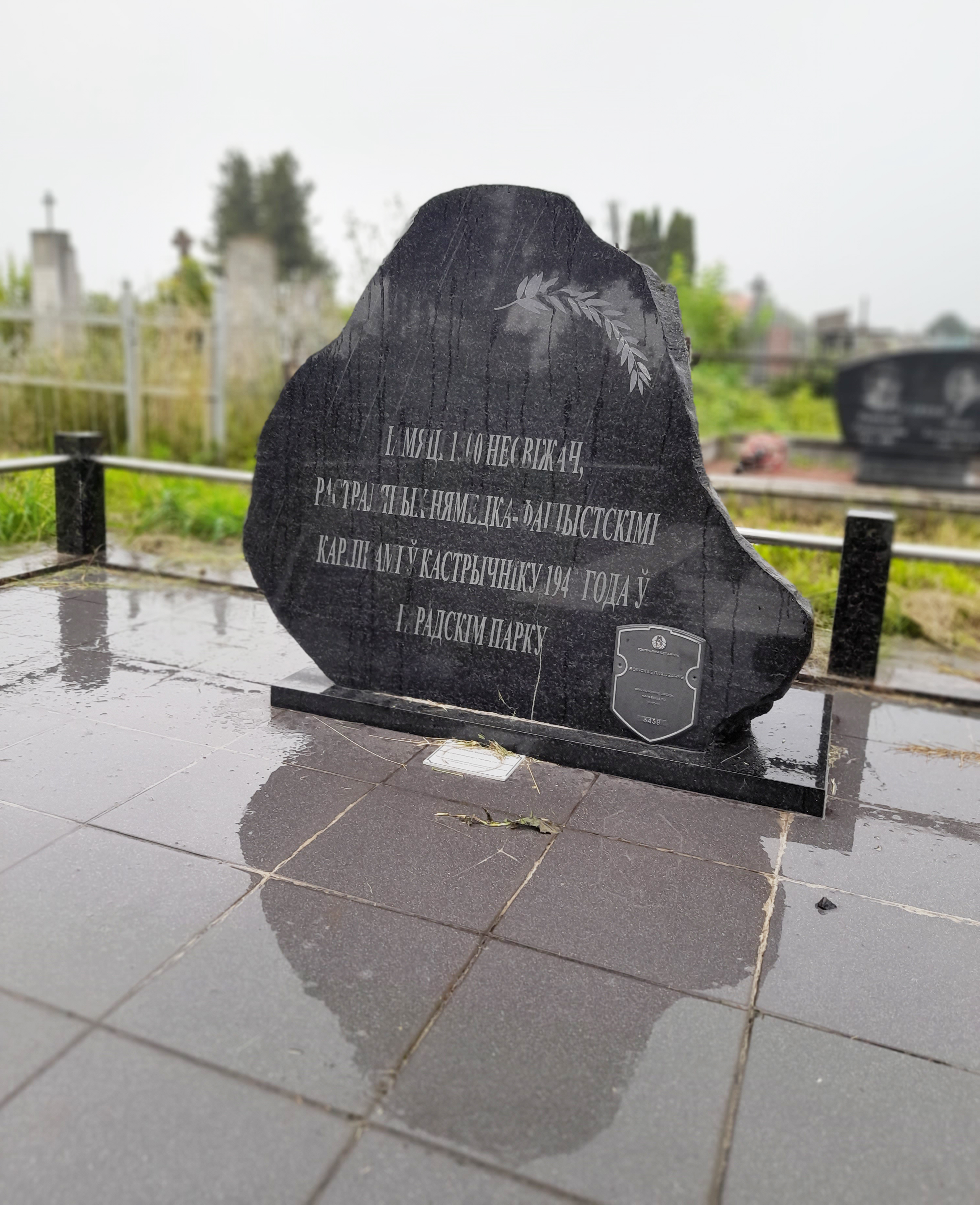
Памятник на городском кладбище на месте перезахоронения останков расстрелянных 1500 евреев в октябре 1941 года

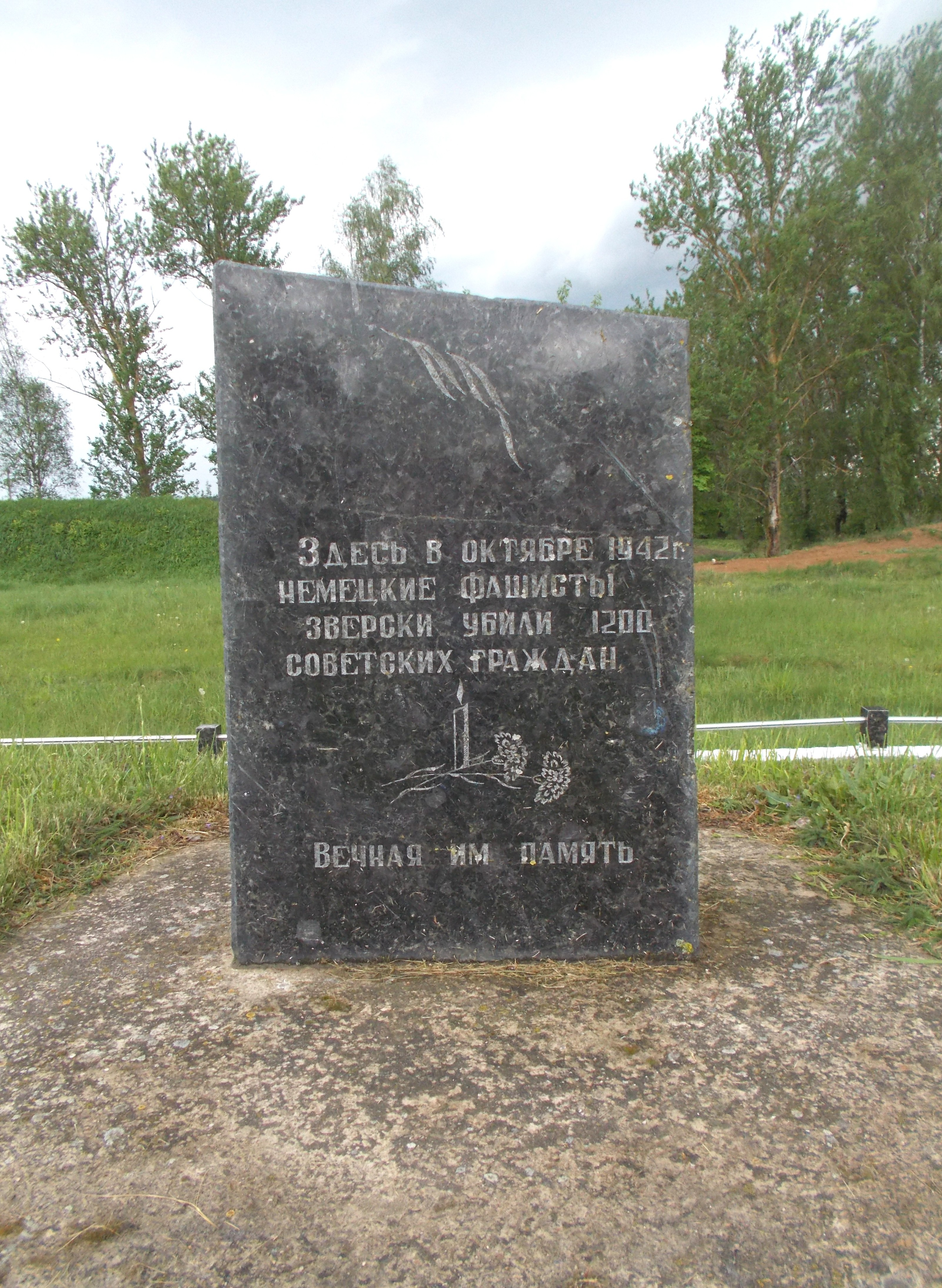
Памятник 1200 евреям Несвижа, убитым в октябре 1941 года (год расстрела указан ошибочный)

## Уничтожение гетто
Немцы очень серьёзно относились к возможности еврейского сопротивления, и поэтому в большинстве случаев в первую очередь убивали в гетто или ещё до его создания евреев-мужчин в возрасте от 15 до 50 лет — несмотря на экономическую нецелесообразность, так как это были самые трудоспособные узники. Руководствуясь этими соображениями, 27 июля 1941 года местная полиция и жандармерия расстреляли семьсот евреев, причём целенаправленно убивали представителей интеллигенции города — врачей, инженеров, учителей. Часть убитых похоронили в городе, а других перевезли за пять километров от Несвижа к деревне Альба.
18 октября 1941 года немцы согнали на Базарную площадь всех евреев-мужчин, выбрали из них двести заложников и потребовали «выкуп» в виде определённых товаров и кожаных изделий. Евреи принесли всё, что потребовали нацисты. Но на следующий день немцы выдвинули новые условия освобождения заложников — 500 000 рублей и 2,5 килограмма золота. Евреи с помощью жителей города выполнили и это требование.
30 (22, 23) октября 1941 года утром всем узникам гетто было приказано собраться на площади. Затем комендант города огласил список из 585 евреев — специалистов-ремесленников, которых отделили от остальных и отвели во двор гимназии. Оставшихся разделили на две колонны. Одну (1500 (1600) человек) погнали к дворцово-парковому комплексу Радзивилов и расстреляли на поляне в городском парке в заранее выкопанном рву длиной до пятидесяти метров и шириной три метра. Многие из засыпанных землей были ещё живыми. Другую колонну (1200 человек) увели в сторону Городеи и убили на северо-восточной окраине города, у дороги Несвиж — Снов — Барановичи, в районе аэродрома. Оставленных в живых специалистов, находящихся в это время на территории гимназии, вернули в гетто.

## Организаторы и исполнители убийств
Убийствами евреев руководили комендант Шпех, начальник полиции Владимир Сенько и его заместитель Кандыбович, им помогал переводчик жандармерии Иосиф Янушкевич. Расстреливали немецкие жандармы: заместитель шефа жандармерии Кениг, Шауз, Кох, Ас, Фляйтер, Грепке, Бадем, Эгерс, Келлер, Фукс, фельдфебель Брунер и др. Им помогали полицейские Антон Иванович Тычило, Иван и Виктор Козловичи, Иван Иванович Горемыко (заместитель начальника полиции), Виницкий и Дмитрий Саромко. Особой жестокостью отличился Лаврентий Конеш (или Конаш, Конош, Кохош — в документе ЧГК неразборчиво). Наводить немецкий «новый порядок» в Несвиже помогала городская управа, во главе которой оккупанты поставили Ивана Калошу. Районную Несвижскую управу возглавил некто Авдей (Авака), прибывший из-за границы с немцами. Белоруса Кудлача за «особые заслуги» немцы назначили замначальника несвижской тюрьмы.
Расстрел узников Несвижского гетто 30 октября 1941 года провела 8-я рота 727-го пехотного полка вермахта. Активное участие в убийствах евреев также принимал 11-й литовский пехотный батальон 727-го пехотного полка.

## Восстание
После расстрела 30 октября 1941 года уцелевшие евреи Несвижского гетто создали подполье для подготовки и организации сопротивления и недопущения повторения осенней «акции» (таким эвфемизмом нацисты называли организованные ими массовые убийства), когда люди погибли без сопротивления. Был организован совет из представителей разных политических довоенных еврейских политических движений, который стал внутренней альтернативой юденрату.
18 июля 1942 года, на следующий день после уничтожения гетто в Городее, юденрат созвал всех узников в синагогу, где председатель призывал плачущих и молящихся евреев ничего не предпринимать. На следующий день в гетто заходили горожане и просили отдавать им вещи, поскольку евреям они всё равно уже не понадобятся.
20 июля 1942 года в Несвиж прибыли литовские полицейские и было объявлено, что со второй половины дня они заменят местную полицию в оцеплении гетто. В связи с этим в гетто начали готовиться к самообороне — были созваны все евреи с любым военным опытом, были назначены места прорыва ограждений гетто, на крыше синагоги установили пулемет, был оговорен сигнал для начала восстания. Однако литовские полицаи к вечеру не пришли, и восстание было отменено.
На рассвете 21 июля 1942 года в гетто вошли немцы и стали группировать евреев около синагоги якобы для отбора молодежи в рабочий лагерь. Узники понимали, что это только предлог для организации очередной «акции». Председатель юденрата Магалиф заявил евреям, что, несмотря на недоверие к нему, он первым со своей семьей пойдёт на смерть вместе со всеми. В это время со стороны немцев раздался выстрел, евреи начали разбегаться, разбирая на ходу спрятанное оружие. Узники с яростью напали на немцев. Те, у которых был бензин, подожгли гетто. Еврей по фамилии Дукер начал стрелять из пулемета. Среди криков и плача детей врач Кесаль в горящем гетто перевязывал раненых.
Руководителем восстания в Несвижском гетто был Шолом Холявский. К вечеру ему удалось выбраться из гетто, которое всё было завалено телами убитых (около 700 человек). Кроме Холявского, спастись удалось только 25 евреям, большинство из которых всё равно не дожили до конца оккупации.
В тяжелом неравном бою повстанцы перебили 40 немцев и полицаев.
Тела убитых евреев немцы частью закопали на территории гетто, часть вывезли и захоронили в Альбянском лесу в нескольких километрах от Несвижа, а несколько сотен тел закопали в начале улицы Сновской в районе складов воинской части.
Восстание в Несвиже стало первым восстанием в гетто на территории Восточной Европы.

## Память
Жертвам геноцида евреев в Несвиже установлены 4 памятника.
В 1965 году останки расстрелянных из Старого парка перезахоронили на городском кладбище и установили на братской могиле стелу, а на месте расстрела — памятный знак. В 1993 году в районе автодрома был установлен памятник 1200 расстрелянным евреям.
Памятный знак убитым евреям Несвижа установлен также и в Иерусалиме.